# Otton Edward Borzemski
Otton Edward Borzemski (zm. 2 czerwca 1978) – polski malarz czynny w latach 1926–1938, pejzażysta.
Legitymował się herbem Jelita. Debiut artysty miał miejsce na warszawskiej wystawie Towarzystwa Zachęty Sztuk Pięknych, która miała miejsce 30 października 1926. Obrazy zaprezentowane na tej wystawie zostały 30 grudnia 1927 zakupione przez Towarzystwo i rozlosowane pomiędzy członków. Pierwsza indywidualna wystawa Ottona Edwarda Borzemskiego miała miejsce w Zachęcie w marcu 1929, wiadomo, że artysta w tym czasie mieszkał w Warszawie. W 1931 przeprowadził się do Lwowa i mieszkał tam do 1937, następnie przeniósł się do Włoch, a w 1938 do Warszawy.
Dane biograficzne artysty nie zachowały się, informacji takich nie zawierają również bazy biograficzne. Aktywnie uczestniczył w życiu artystycznym Warszawy i Lwowa, tworzył pejzaże charakteryzujące się żywą gamą barw. Jest autorem stosowanych w leśnictwie tablic sortymentowych, powstały we Lwowie w 1936.
Zmarł 2 czerwca 1978.